# Striganaspella clavicornis
Striganaspella clavicornis es una especie de coleóptero de la familia Scraptiidae.

## Distribución geográfica
Habita en Ruanda.